# Список нагород і номінацій Остіна Махона
Остін Махон — американський співак і автор пісень. Він виграв вісім нагород, в тому числі у номінації «Найкращий новий виконавець» за версією MTV Video Music Awards 2013.

## Bravo Otto[en]
| Рік  | Категорія                        | Робота      | Результат |
| ---- | -------------------------------- | ----------- | --------- |
| 2013 | Прорив року- музичний виконавець | Остін Махон | Номінація |
| 2014 | Артист року                      | Остін Махон | Номінація |

## iHeartRadio Music Awards[en]
| Рік  | Категорія              | Робота      | Результат |
| ---- | ---------------------- | ----------- | --------- |
| 2014 | Найкраща армія фанатів | Остін Махон | Номінація |
| 2014 | Instagram award        | Остін Махон | Перемога  |

## Kids’ Choice Awards

### Argentina Kids' Choice Awards[en]
| Рік  | Категорія                    | Робота      | Результат |
| ---- | ---------------------------- | ----------- | --------- |
| 2014 | Улюблений міжнародний артист | Остін Махон | Номінація |

### Meus Prêmios Nick
| Рік  | Категорія               | Робота   | Результат |
| ---- | ----------------------- | -------- | --------- |
| 2014 | Улюблена родина фанатів | Mahomies | Номінація |

### Mexico Kids' Choice Awards[en]
| Рік  | Категорія               | Робота   | Результат |
| ---- | ----------------------- | -------- | --------- |
| 2014 | Улюблена родина фанатів | Mahomies | Номінація |

### UK Kids' Choice Awards[en]
| Рік  | Категорія               | Робота   | Результат |
| ---- | ----------------------- | -------- | --------- |
| 2014 | Улюблена родина фанатів | Mahomies | Номінація |

## MTV Awards

### MTV Video Music Award
| Рік  | Категорія                  | Робота                  | Результат |
| ---- | -------------------------- | ----------------------- | --------- |
| 2013 | Найкращий новий виконавець | «What About Love»       | Перемога  |
| 2014 | Найкраще ліричне відео     | «Mmm Yeah» (ft Pitbull) | Номінація |

### MTV Europe Music Awards
| Рік  | Категорія                 | Робота      | Результат |
| ---- | ------------------------- | ----------- | --------- |
| 2013 | Найкращий Push-виконавець | Остін Махон | Перемога  |
| 2013 | Артист на злеті           | Остін Махон | Перемога  |

## Neox Fan Awards[en]
| Рік  | Категорія                  | Робота      | Результат |
| ---- | -------------------------- | ----------- | --------- |
| 2014 | Найкраще відкриття         | Остін Махон | Номінація |
| 2014 | Найкращий новий виконавець | Остін Махон | Номінація |

## Вибір народу
| Рік  | Категорія             | Робота      | Результат |
| ---- | --------------------- | ----------- | --------- |
| 2014 | Улюблений прорив року | Остін Махон | Номінація |

## Premios Juventud[en]
| Рік  | Категорія           | Робота      | Результат |
| ---- | ------------------- | ----------- | --------- |
| 2014 | Улюблений хітмейкер | Остін Махон | Номінація |
| 2014 | Найкращий стиль     | Остін Махон | Перемога  |
| 2015 | Улюблений хітмейкер | Остін Махон | Номінація |

## Radio Disney Music Awards[en]
| Рік  | Категорія                         | Робота                                          | Результат |
| ---- | --------------------------------- | ----------------------------------------------- | --------- |
| 2013 | Найкраща пісня про закоханість    | «Say You're Just a Friend» (за участі Flo Rida) | Номінація |
| 2013 | Найкращий акустичний виступ       | «Say Somethin»                                  | Номінація |
| 2013 | Відкриття року                    | Остін Махон                                     | Перемога  |
| 2013 | Найшаленіші фанати                | Mahomies                                        | Номінація |
| 2014 | Найкращий виконавець              | Остін Махон                                     | Номінація |
| 2014 | Найбільш обговорюваний виконавець | Остін Махон                                     | Номінація |
| 2014 | Найкращий стиль                   | Остін Махон                                     | Номінація |
| 2014 | Найкраща пісня про закоханість    | «What About Love»                               | Номінація |

## Teen Choice Awards
| Рік  | Категорія                        | Робота                         | Результат |
| ---- | -------------------------------- | ------------------------------ | --------- |
| 2014 | Улюблене музичне відкриття року  | Остін Махон                    | Перемога  |
| 2014 | Найкращий співак                 | Остін Махон                    | Номінація |
| 2014 | Улюблений сексуальний виконавець | Остін Махон                    | Номінація |
| 2014 | Улюблена посмішка                | Остін Махон                    | Номінація |
| 2014 | Улюблений співак                 | «Mmm Yeah» (за участі Pitbull) | Номінація |
| 2015 | Улюблений сексуальний виконавець | Остін Махон                    | Номінація |
| 2016 | Улюблений сексуальний виконавець | Остін Махон                    | Номінація |

## Молодий Голлівуд
| Рік  | Категорія                         | Робота      | Результат |
| ---- | --------------------------------- | ----------- | --------- |
| 2013 | Прорив року — музичний виконавець | Остін Махон | Перемога  |
| 2014 | Зірка соціальних мереж            | Остін Махон | Номінація |